# Діафанометр
Діафанометр (від грецьк. diaphanes — прозорий, і metrein — міряти) — це прилад, призначений для визначення ступеня прозорості (або непрозорості) речовин: твердих тіл, рідин чи газів. Зокрема використовується для оцінювання прозорості атмосфери, води, рідин або тестування прозорості матеріалів. Запропонований швейцарським природознавцем Горасом Бенедиктом де Соссюром (Horace Bénédict de Saussure)

## Загальний опис
Діафанометр створює два оптичних пучки: зондувальний (прямує через зразок) і контрольний (еталон).
Інтенсивність світла від джерела регулюється нейтральним фільтром і первинно встановлюється на порогове значення (99–100%). Використовується діафрагма, яка має форму секторного вікна. Через неї проходить контрольний пучок світла.
Півдиск, що обертається навколо оптичної осі, перекриває частину соничного вікна. Площа відкритої частини змінюється пропорційно куту обертання диска, отже інтенсивність контрольного пучка залежить від кута повороту.
Кут повороту (або кількість відкритої площі) регулюється так, щоб контрольний пучок відповідав зондувальному за інтенсивністю.
Цей кут — безпосереднє числове значення прозорості досліджуваного зразка (тим більший кут — тим вища прозорість) 
Для правильного наведення застосовуються оптичні візири, дзеркала, матові стекла та фільтри, щоб забезпечити чітке зображення ниток лампи та точну установку приладу.